# Michael Leuschner

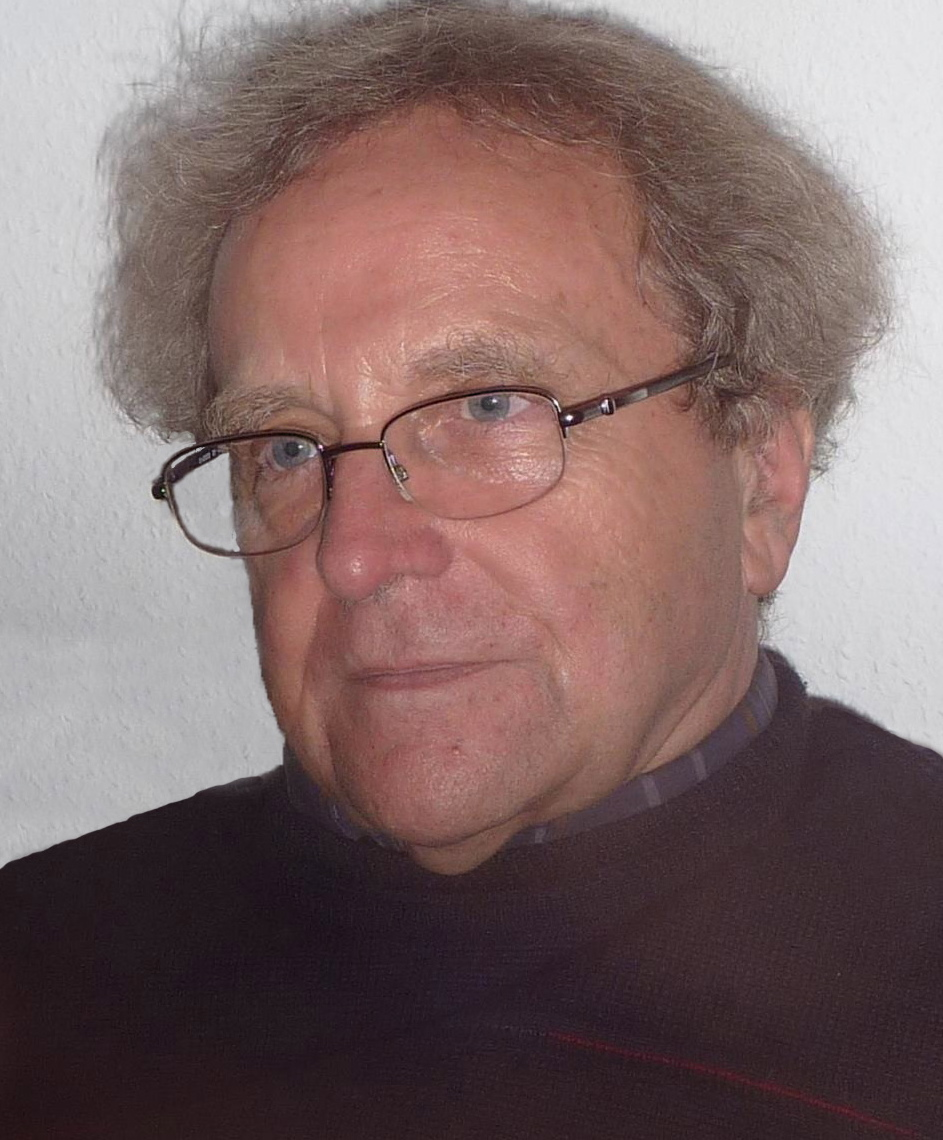
Michael Leuschner (2011)

Michael Leuschner (* 29. April 1948 in Wernigerode; † 15. Oktober 2023 in Freiburg i. Br.) war ein deutscher Pianist und Professor für Klavier an der Hochschule für Musik in Freiburg i. Br.

## Leben und Wirken
Michael Leuschner wurde am 29. April 1948 in Wernigerode am Harz geboren. Sein Vater Joachim Leuschner war Historiker und Hochschullehrer, seine Mutter Helga Dolmetscherin. Er wuchs in Göttingen auf, erhielt seinen ersten Klavierunterricht bei Meta Conrad und später bei Martin Galling. Von 1967 bis 1973 studierte er an der Hochschule für Musik in Freiburg i. Br. bei den Professoren Edith Picht-Axenfeld, Helmut Barth (Kammermusik) und Carl Seemann. Er gewann diverse Preise und ein Stipendium, das ihm 1976 ein Weiterstudium bei Bernard Roberts in London ermöglichte. Außerdem war er eingeladen, am Beethovenkurs in Positano bei Wilhelm Kempff teilzunehmen. Auch Alfred Brendel zählte im Rahmen eines Kurses zu seinen Lehrern.
Von 1984 bis 1989 war Leuschner Professor an der Hochschule für Musik und Theater in Hannover. 1989 folgte er einem Ruf nach Freiburg i. Br. an die Hochschule für Musik, wo er bis 2014 lehrte. Bis 2011 war er viele Jahre Sprecher der Abteilung Tasteninstrumente. Seine Lehrtätigkeit erstreckte sich regelmäßig auch auf Meisterkurse in Indonesien, Thailand, China, Japan, den USA, Russland, Spanien, Georgien und der Ukraine. 1990 war er an der University of Western Australia in Perth „Artist in residence“. Ab 2016 war Leuschner ein zunehmend gefragter Lehrer in verschiedenen Städten Chinas.
Leuschner konzertierte in vielen Ländern Europas und Asiens, in Australien, den USA und Südamerika. Sein ausgedehntes Repertoire mit zahlreichen Werken von Bach bis zur klassischen Moderne umfasst rund 300 Werke, darunter auch die 32 Sonaten von Beethoven, die er mehrfach zyklisch aufführte. Neben solistischer Tätigkeit widmete sich Leuschner auch häufig der Kammermusik, u. a. als Mitglied des 1994 gegründeten Dreisam Trios. Zu seinem kammermusikalischen Repertoire gehörten nahezu alle Duos für Violine und Klavier, Cello und Klavier sowie die bedeutendsten Trios, Klavierquartette und -quintette.
CD-Aufnahmen erschienen u. a. in Deutschland (abadone) mit Werken von Bach, Mozart, Schubert, Chopin, Schumann und Debussy, Beethoven, Brahms, der Schweiz (vierhändige Werke von Schubert), USA mit Sonaten von Clementi (brioso) und Japan (ACJ) u. a. mit Werken von Händel, Beethoven, Chopin und Brahms. Seit 2014 veröffentlichte er im Selbstverlag weitere CDs mit Werken von Haydn, Beethoven, Schubert, Chopin, Schumann, Brahms, Franck, Ravel und anderen. Auch bei YouTube ist Leuschner mit klassischen Klavierstücken zu hören, u. a. bei den Foto- und Bildvideos von Meinolf Wewel.
Leuschner war langjähriger Vorsitzender des Denzlinger Kulturkreises und Organisator einer vielbeachteten Konzertreihe mit Kammerkonzerten. 2003 wurde er für seine Verdienste mit dem 1. Denzlinger Kulturpreis ausgezeichnet.
Er starb Mitte Oktober 2023 im Alter von 75 Jahren.